# 西原さおり (女優)
西原 さおり（にしはら さおり、1969年6月11日 - ）は、日本の女優、モデル。長野県出身。グッドラックカンパニー所属。

## 人物
- 趣味は、油絵、スケッチ、音楽鑑賞。
- 特技は、水泳、バスケットボール、スキー、テニス、ゴルフ。

## 出演

### テレビ
- 世界のマリン&リゾート - レポーター
- タモリのジャングルTV[1] - レギュラーアシスタント
- たけしの誰でもピカソ - レギュラーアシスタント[1]
- 世界とんでも!?ヒステリー - レギュラーアシスタント
- トキメキゴルフ - レポーター
- 金曜エンタテイメント「OLたちのざけんなよ! 満員電車通勤地獄」
- かあさんはドン!
- 風に吹かれて[1]
- 愛がこわれるとき
- ダウトをさがせ![1]
- ドラマチック22「香港から来た女」
- IF‐キャリアウーマン
- 松方弘樹 世界を釣る

### CD
- Hip Hop Girls（1991年11月）[1]

### CM
- たかの友梨ビューティクリニック[1]
- ミネビア
- 茂木観光協会[1]
- ダイエーセール広告

### 雑誌
- anan[1]
- CanCam
- JJ[1]
- MORE

### その他
- 1990年-1991年　ネスカフェレースクイーン[1]
- 1992年-1993年　ユニシアジェックスレースクイーン[1]